# Башлай, Константин Иванович
Константин Иванович Башла́й — советский военный деятель, генерал-майор инженерно-технической службы.

## Биография
Родился в 1918 году в Сумах в украинской семье. Член КПСС.
Окончил ФЗУ, слесарь-сборщик Харьковского электромеханического завода. Поступил в Харьковский институт инженеров железнодорожного транспорта, перевелся и окончил Московский инженерно-строительный институт.
Участник Великой Отечественной войны: инженер-строитель оборонительных сооружений в составе Главоборонстроя НКВД, инженер 11-го полевого управления для строительства оборонительных сооружений на Ленинградском и Волховском фронтах, командир учебного взвода курсантов Борисовского военно-инженерного училища, командир второго взвода второй роты 57-го инженерно-саперного батальона 62-й инженерно-саперной бригады Юго-Западного фронта, инженер штаба 37-й инженерно-саперной штурмовой бригады 69-й армии 1-го Белорусского фронта
В 1945—1946 годы — руководитель группы офицеров штаба инженерных войск Бакинского военного округа.
В 1946—1954 годы — начальник строительных частей военно-строительных организаций Министерства обороны СССР.
В 1954—1973 годы — главный инженер Управления промпредприятий Главвоенстроя.
В 1973—1980 годы — начальник Центрального научно-исследовательского института номер 26 Министерства обороны СССР.
В 1980—2002 годы — главный научный сотрудник ВНИИНТПИ Госстроя.
Умер в 2009 году в Москве.

## Награды
- орден Отечественной войны I степени (1944, 6.11.1985)
- орден Отечественной войны II степени (17.5.1945)
- орден Трудового Красного Знамени
- орден Красной Звезды (6.9.1943)
- орден «За службу Родине в Вооружённых Силах СССР» III степени
- Сталинская премия третьей степени (1951) — за разработку конструкций и внедрение в строительную практику многоэтажных каркасно-панельных жилых домов со сборным железобетонным каркасом.